# Галевице (гмина)
Галевице (пол. Galewice) — сельская гмина (волость) в Польше, входит как административная единица в Верушувский повет, Лодзинское воеводство. Население — 6166 человек (на 2004 год).

## Сельские округа
1. Бядашки
2. Бжузки
3. Венглевице
4. Галевице
5. Гонще
6. Домбе
7. Езорна
8. Желязо
9. Казмирув
10. Каски
11. Кужай
12. Нивиска
13. Осек
14. Осек-Колёня
15. Осова
16. Острувек
17. Пендзивятры
18. Пшибылув
19. Рыбка-Лютутовска
20. Спуле
21. Фолющыки

## Прочие поселения
1. Бжезины
2. Гронды
3. Домбрувка (Верушувский повет)
4. Залозе
5. Костшевы
6. Оконь
7. Пленсы
8. Рыбка-Сокольска

## Соседние гмины
1. Гмина Чайкув
2. Гмина Дорухув
3. Гмина Грабув-над-Проснон
4. Гмина Клёнова
5. Гмина Лютутув
6. Гмина Сокольники
7. Гмина Верушув